# Erich Wegner
Erich Wegner (* 12. Juli 1899 in Gnoien; † 11. Dezember 1980 in Hannover) war ein Maler des 20. Jahrhunderts und zählt zu den herausragenden Vertretern der Neuen Sachlichkeit in Hannover.

## Leben und Werk

### Kindheit und Ausbildung
Erich Wegner wurde als Sohn eines Postboten in Gnoien geboren, aufgewachsen ist er in Rostock. Die Stadt hat ihn von klein auf geprägt, als Kind trieb er sich abenteuerlustig im Hafen herum und sein ursprünglicher Wunsch war es, Seemann zu werden. Schon damals war er so oft mit dem Skizzenblock unterwegs, dass seine eigentliche Berufung als Maler nicht außer Frage stand. Die Motive des Hafens aber, Matrosen und Werftarbeiter und immer wieder Schiffe, blieben ihm und ziehen sich durch sein vielgestaltiges Lebenswerk. Sein Vater hätte ihn lieber in einer Beamten- oder Angestellten-Laufbahn gesichert, doch Erich Wegner fand von 1917 bis 1918 als Volontär in der Malerwerkstatt des Rostocker Stadttheaters einen ihm gelegeneren Start in das Berufsleben. Der Weg wurde jedoch sogleich unterbrochen, da er im letzten Kriegsjahr des Ersten Weltkriegs als Soldat eingezogen wurde. 1919 bewarb er sich bei mehreren Kunstschulen im norddeutschen Raum und war hocherfreut über die freundliche Aufnahme, die er an der Kunstgewerbeschule Hannover bei Fritz Burger-Mühlfeld fand. Während der vier Semester, die er dort studierte, lernte er Ernst Thoms, Grethe Jürgens, Gerta Overbeck, Friedrich Busack und Hans Mertens kennen. Die Freundschaften zu diesen Mitschülern prägten sein Leben und seine künstlerische Laufbahn. Später werden sie – mit einigen weiteren Künstlern – als die Gruppe Neue Sachlichkeit Hannover gesehen.

### Tramp mit dem Zeichenblock
Von 1921 bis 1925 begab sich Erich Wegner, zeitweise gemeinsam mit Ernst Thoms, auf Wanderschaft, Tippelei, wie es damals genannt wurde, denn Studienreisen im herkömmlichen Sinne konnten sich die beiden mittellosen Männer nicht leisten. Die längeren Aufenthalte in Frankfurt am Main, Dresden, Hamburg und Köln finanzierten sie mit Gelegenheitsjobs als Theatermaler, Werbegrafiker und auch als Anstreicher. Aber natürlich stand das Festhalten der Stadtlandschaften, der Szenen und Milieus auf dem Zeichenblock im kreativen Mittelpunkt. Wegner wanderte auch einige Zeit mit einem Zirkus, mit der Illusion des freien Lebens und einer folgenden Desillusionierung. Später sagte er einmal, dass die trockensten und humorlosesten Menschen, die er kennengelernt habe, die Clowns gewesen seien. Doch auch die Zirkusmanegen und die Clownbilder sind Motive geblieben, die sich in seinem Werk oft wiederholen. 1923 richtete er sich im selben Haus wie Thoms, in der Calenbergstraße in Hannover, ein Atelier ein, in dem er auch zeitweilig lebte. Wo immer er war, aber insbesondere in Hannover, griff Wegner die soziale und gesellschaftliche Situation der 1920er Jahre in seinen Bildern auf, Straßenbilder und Tristesse, Kabarett, Kneipenszenen und Spelunken, Künstlerfeste und Arbeitslosigkeit, Arbeiter, Straßenmädchen, Elende geben die Vorlagen für intensives und illusionsloses Festhalten der Wirklichkeit in seinen Arbeiten. Zugleich war diese Wirklichkeit auch Wegners eigene Situation, die beständige Sorge, genug Geld zum Leben zu verdienen.

### Mordbilder
Aus der frühen Zeit seines Schaffens (1920–1923) stammt eine umfangreiche Serie von sogenannten Mordbildern in Aquarell, schwarzer Kreide, Tempera, Tusche und auch einige Ölbilder. Die drastische Darstellung des Mordes, insbesondere an Frauen, verbindet ihn mit anderen Künstlern der direkten Nachkriegszeit des Ersten Weltkrieges wie Oskar Kokoschka und Alfred Kubin in Wien oder George Grosz in Berlin, Otto Dix in Dresden. "Die Darstellung des Frauenmordes ist einer der wenigen neuen Beiträge der österreichischen und deutschen Malerei kurz vor und nach dem Ende des Ersten Weltkriegs zu dem auslaufenden Genre des Ereignisbildes. Wegners Mordbilder zählen dazu. In Übereinstimmung mit den neuen künstlerischen Bemühungen nach dem Ersten Weltkrieg wählte Wegner nicht mehr Sujets, die dem akademischen Kanon des Guten, Wahren und Schönen entsprachen. Statt dessen befasste er sich (...) mit der realistischen Darstellung gesellschaftlicher Konflikte."
1924 bekam Wegner einen Auftrag der Hannoverschen Zeitung, den berüchtigten Massenmörder Haarmann, der damals entdeckt worden war, zu zeichnen. „Er tat es nicht zimperlich und griff weiter. Er zeigte die Ordnungshüter in ihrer Phantasielosigkeit, man sah zwei Polizisten ahnungslos an einem Fenster vorbei bummeln, hinter dessen Gardine der Mörder die Leiche zerhackte. Es war ein harter Zugriff, und diese obszöne Sicht und Darstellung war selbst den Redakteuren zu viel; mit der Zusammenarbeit war es aus.“

### Neue Sachlichkeit
1925 heiratete Erich Wegner die Bibliothekarin Katharina Engel. 1926 wurde ihr gemeinsamer Sohn Klaus geboren. Es scheint, als wären Wegners Auseinandersetzungen sowohl mit dem Alltag, wie aber auch mit den Theorien der Kunst ernsthafter und sesshafter geworden. Er schlägt sich weiterhin mehr schlecht als recht mit werbegrafischen Arbeiten durch. Seine Hauptauftraggeber waren die Rote Hilfe und die Kommunistische Partei Deutschlands (KPD), deren Mitglied er zeitweilig war.
Ab 1926 stellte er zusammen mit Busack, Jürgens, Overbeck, Thoms, Mertens, Karl Rüter und August Heitmüller regelmäßig im Kunstverein Hannover aus. Sie werden als Gruppe der Maler der Neuen Sachlichkeit in Hannover angesehen, doch wiesen sie oft darauf hin, dass sie eher ein lockerer Zusammenschluss als eine Gruppe seinen. „Kein stringentes, gar kollektiv beschlossenes Arbeitsprogramm, sondern ähnliche ästhetische Überzeugungen - die gleichwohl ausgesprochen kontrovers diskutiert worden sein dürften - konstituierten eine gewisse Übereinstimmung des Gestaltungswillens. Dies führte gelegentlich zu eindeutigen Bezugnahmen, wie sie etwa die gegenseitigen Porträts dokumentierten, oder auch zur Bearbeitung gleicher Motive.“ Doch gerade diese Atmosphäre von Freundschaft und Auseinandersetzung führte die Künstler in eine sehr kreative und produktive Periode.
Wegner werden erste Anerkennungen und Erfolge zuteil. 1928 kauft der hannoversche Magistrat seine Ölbilder "Winterlandschaft" (heute Sprengel Museum) und "Straße mit Leuchtturm". Im selben Jahr gewinnt er mit einem Plakatentwurf für das "Zinnoberfest" den 1. Preis. 1929 beteiligte er sich an der Ausstellung der "Neuen Sachlichkeit" im Stedelijk Museum Amsterdam.

### In der Zeit des Nationalsozialismus
1933, nach Regierungsantritt der Nationalsozialisten, entging Wegner mit Glück der Verhaftung und Internierung sowie einem Malverbot, aber Hausdurchsuchungen und Festnahmen, Verhöre und Schikanen führten zur Verunsicherung und Furcht. Wegner vernichtete viele seiner Werke, die ihn hätten belasten können. Die Familie zog des Öfteren um, in der Hoffnung, dem Zugriff der Gestapo zu entgehen.
Wegner blieb jedoch Mitglied der Reichskammer der bildenden Künste. Von 1933 bis 1942 ist seine Teilnahme an 15 Gruppenausstellungen in Hannover sicher belegt.
1937 wurde im Rahmen der deutschlandweiten konzertierten Aktion „Entartete Kunst“ sein Ölgemälde Straße mit Leuchtturm aus dem Kestner-Museum Hannover beschlagnahmt und vermutlich vernichtet.
Obwohl Wegner 1935 für "wehrunwürdig" befunden worden war, wurde er 1939 zum Kriegsdienst eingezogen. Zum Ende des Zweiten Weltkriegs geriet er in sowjetische Kriegsgefangenschaft. Seine Landschaftsgemälde aus diesen Jahren sind oft seltsam entleert, man ahnt die Menschen und das Leben, sieht sie aber nicht.

### Farbenfrohe Jahre
Nach 1945 bekam Erich Wegner finanziellen "Boden unter den Füßen". Er wurde Dozent der Kunstkurse an der Volkshochschule Hannover. Er hat diese Tätigkeit geliebt und lange Jahre – bis 1971 – mit viel Enthusiasmus ausgeführt. Und sie ließ ihm Raum für seine künstlerische Entwicklung. Seine Bilder wurden leichter und farbenfreudiger, er nahm zwar thematisch immer wieder Bezug auf alte Bildvorstellungen, doch suchte er stärker die freie Komposition. In den 60er und 70er Jahren schuf er ein erstaunliches Konvolut an abstrakten Aquarellen, die dem Betrachter farbenfroh das Vergnügen des Künstlers mitteilen, und die sich sehr unterscheiden von seinen abstrakten Arbeiten aus den 1920er Jahren, mit den strengen geometrischen und teilweise vom Konstruktivismus beeinflussten Formen. Das Wilhelm-Busch-Museum Hannover organisierte 1951 eine Retrospektive-Ausstellung. Doch erst ab 1961 stellte Wegner seine Werke wieder regelmäßig aus, oft in Hannover im Kunstverein, doch es sind auch namhafte Museen und Galerien in Berlin, Hamburg, Köln, München, Bristol, St. Etienne und Parma zu nennen. 1978/1979 war er in Ost-Berlin in der Ausstellung Revolution und Realismus. Revolutionäre Kunst in Deutschland 1917 bis 1933 vertreten.
1972 wurde Erich Wegner die Stadtplakette Hannover verliehen und 1979 wurde ihm als zweite offizielle Ehrung das Verdienstkreuz 1. Klasse des Niedersächsischen Verdienstordens zuteil. Am 11. Dezember 1980 starb Wegner 81-jährig in Hannover.

## Nach seinem Tod

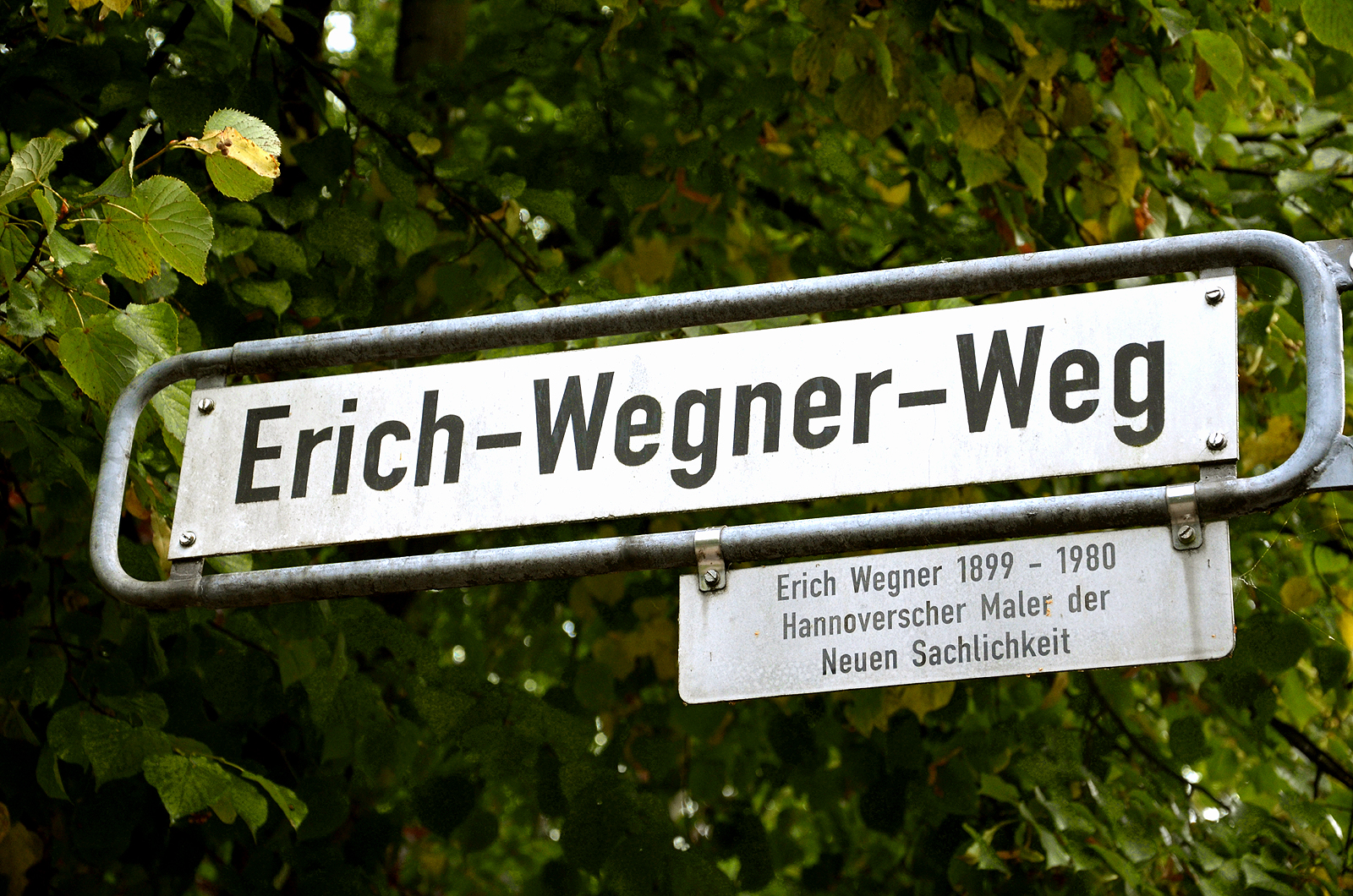
Straßenschild mit Legendentafel am 1990 in der Südstadt von Hannover angelegten Erich-Wegner-Weg

Erst nach seinem Tod fand das Werk Erich Wegner eine tatsächliche Würdigung und die öffentliche Aufmerksamkeit wurde ihm im Grunde erst nach seinem 100. Geburtstag zuteil.
1990 ehrte die Stadt Hannover den Maler durch die Namensgebung des im selben Jahr im Stadtteil Südstadt angelegten Erich-Wegner-Weg.
Die Ausstellung "Der stärkste Ausdruck unserer Tage" im Sprengel Museum Hannover im Jahr 2001, und die daraus folgende feste Etablierung, lenkte den Blick vor allem auf seine Arbeiten und seine Beteiligungen an der Neuen Sachlichkeit. Doch ist Wegners Werk um so vieles reicher. 2006 hat das Kunstmuseum Celle mit der Ausstellung "Zwischen Gosse und Geometrie - Erich Wegner: Zeichnungen der 20er Jahre" eine umfangreiche Ausarbeitung des breitgefächerten Frühwerks des Künstlers vorgenommen: "Wegners zeichnerisches Werk der 20er Jahre enthüllt eine ausgeprägte Experimentierfreude. Das Hannover der 20er Jahre ist eine Großstadt in Aufbruchstimmung, geprägt von einem lebhaft Stilpluralismus: der ausklingende Expressionismus mit seinen ekstatischen Bildschöpfungen existiert neben dem Verismus und der Neuen Sachlichkeit als zwei neuen Richtungen der Realistischen Malerei. Zusätzlich drängt sich die konstruktivistische Kunst in ihren verschiedenen Ausprägungen in den Vordergrund, und die Abstrakten gewinnen Einfluss in Hannover. Im Disput um die Findung von Begriffen für neue Kunstströmungen spiegelt sich die ambivalente Stimmung zwischen dem Festhalten am Alten und dem Aufbruch zum Neuen in der Nachkriegsphase. (...) Mit all diesen verschiedenen Kunstströmungen setzt Wegner sich auseinander. Sie sind sein Experimentierfeld bei der Entwicklung einer eigenen Handschrift."
Die tatsächliche Aufarbeitung seines umfangreichen Werks steht noch aus.

## Ehrengrab
Das Ehrengrab von Erich Wegner findet sich auf dem Stadtfriedhof Engesohde in Hannover, Abteilung 17, Grabnummer 1016.

## Ausstellungen
- 1927 Hannover Kunstverein
- 1929 Amsterdam, Stedelijk Museum, "Neue Sachlichkeit"
- 1951 Hannover Wilhelm-Busch-Museum
- 1961 Berlin, Haus am Waldsee
- 1962 Hannover, Kunstverein "Die zwanziger Jahre in Hannover"
- 1962 Bristol, City Art Gallery "Contemporary Art from Lower Saxony"
- 1966 Köln, Galerie Zwirner "Neue Sachlichkeit 1920 - 1933"
- 1967 Wuppertal, Kunst- und Museumsverein "Magischer Realismus in Deutschland"
- 1968 Hamburg, Galerie Brockstedt und Kunstverein
- 1969 Mailand, Galleria del Levante
- 1973 Parma, Galleria della Rochetta
- 1974 St. Etienne, Musée d'Art et d'Industrie
- 1975 Hamburg, Galerie Krokodil "Vom Art Brut zur Neuen Sachlichkeit"
- 1976 Hannover, Galerie Kühl
- 1977 London, Piccadilly Gallery "German Realists 1918 - 1933"
- 1978 Wien, Museum des 20. Jahrhunderts "Neue Sachlichkeit und Realismus"
- 1983 München, Galerie Abercron
- 1986 München, Galerie Hasenclever
- 1996 Celle, Kunst-Stiftung "Erich Wegner - Abstrakte Werke aus den 20er Jahren"
- 2001 Hannover, Sprengel Museum "Der stärkste Ausdruck unserer Tage"
- 2005 Rostock, Kunsthalle "Erich Wegner - Zeichnungen der 20er Jahre"
- 2006 Celle, Kunstmuseum "Erich Wegner - Zeichnungen der 20er Jahre"